# Северо-Шотландское нагорье
Се́веро-Шотла́ндское наго́рье или Шотла́ндское высокого́рье, также Ха́йленд (англ. Highlands of Scotland, гэльск.  Gàidhealtachd, скотс Hielands) — горная северо-западная часть Шотландии, занимающая примерно 2/3 этой страны; один из пяти основных регионов производства шотландского виски, выделяемых Ассоциацией шотландского виски. На нагорье находятся административные области Хайленд, Аргайл и Бьют и др., центром считается город Инвернесс.
Нагорье состоит из ряда плоскогорий и хребтов (Грампианские горы, Северо-западное нагорье и др.), разделённых впадинами, крупнейшая из которых — Глен-Мор. К югу Шотландское высокогорье переходит в Среднешотландскую низменность. В области находится самая высокая гора Великобритании Бен-Невис (1344 м), озёра Лох-Несс, Лох-Лохи и Лох-Ломонд.
Название Хайленд (горная страна или горные районы северной Шотландии), где доминировал шотландский кельтский (гэльский) язык, применяется, как противоположность названию Лоуленд, равнинной южной части Шотландии.
Образ жизни шотландских горцев-гэлов и равнинных шотландцев достаточно сильно различался. Горцы занимались, в основном, скотоводством, в отличие от жителей равнин, в основном предпочитавших занятие земледелием; при этом, как правило, горцы были беднее, чем жители равнин. Также у горцев долго сохранялась клановая структура; кланы далеко не всегда были лояльны центральному правительству, что часто приводило к репрессиям со стороны последнего — таким, как резня в Гленко в 1692 году. В XVIII—XIX веках произошла массовая депортация горцев Шотландии под предлогом огораживаний, после чего многие горцы эмигрировали из Великобритании.
- Памятник неизвестному горцу в деревне Гленфиннан